# 鈴木治雄
鈴木 治雄（すずき はるお、1913年（大正2年）3月31日 - 2004年（平成16年）7月3日）は、日本の実業家。昭和電工社長・会長や企業メセナ協議会初代会長、経団連常任理事、東京商工会議所監事などを歴任。経済同友会設立や湘南国際村発起にも関わった。フンボルト大学ベルリン名誉博士。

## 来歴・人物
神奈川県葉山村生まれ。東京に転居後、麹町の永田町小学校（現・麹町小学校）に入学するも、一家の転居に伴い、3年時に白金小学校に転入し卒業。卒業後は旧制東京高等学校に入学。1936年、東京大学法学部を卒業し野村合名会社（現・野村証券）へ入社するが、1939年に昭和電工創立に伴い同社へ入社した。軍需産業を推進した理由で戦後公職追放されたものの、1951年に同社に復帰し、1971年に社長、1981年には会長に就任。その後、名誉会長や最高顧問を歴任した。その間、昭和電工の廃液による水銀汚染の食物連鎖で起きた四大公害病の一つである第二水俣病「阿賀野川有機水銀中毒事件」では、被害者救済に尽力した。また、経済同友会の設立に当たっては最年少の発起人となり、後に副代表幹事を務めた。また、東京大学で講師を務めるなど、「知性派財界人」としても知られ、1994年には財界人による同人誌『ほほづゑ』を創刊。その他、多くの著書がある。

## 受賞・栄典
- フンボルト大学ベルリン経済学名誉博士
- 1989年 勲一等瑞宝章[3]
- 1990年 芸術文化勲章・コマンドール章
- 1995年 レジオンドヌール勲章・オフィシェ章

## 家族・親族
鈴木商店（現味の素）第2代社長の鈴木忠治の五男。鈴木商店創業者の2代目鈴木三郎助は伯父。長兄に三楽オーシャン（現メルシャン）社長・会長を務めた鈴木三千代、次兄に工学博士で昭和電線電纜会長を務めた鈴木松雄、三兄に鈴木竹雄（東京大学名誉教授）、四兄に通商産業省重工業局長等や日揮会長を務めた鈴木義雄、弟に三菱重工業副社長や三菱自動車販売（現・三菱自動車工業）社長を務めた鈴木正雄、大蔵省国際金融局長や国際通貨基金理事等を務めた鈴木秀雄、鈴木泰雄（多摩電気工業会長）がいる。
妻・糸子は日比谷商店社長・日比谷祐蔵（日比谷平左衛門三男）の長女。長女・直子は元駐米大使朝海浩一郎長男朝海俊夫の妻。

## 著書
- 『化学産業論』東洋経済新報社 1968年
- 『古典に学ぶ 私に豊かさと勇気を与えてくれた50冊の本』ごま書房 1979年
- 『雅俗随想』新潮社 1983年
- 『雅俗邂逅 鈴木治雄対談集』実業之日本社 1984年
- 『夢を賭けた男たち わが人物覚え書帖』経済界 1984年
- 『雅俗交響』深夜叢書社 1987年
- 『私の履歴書』深夜叢書社 1991年
- 『古典と経営 いまビジネスマンに求められる教養・品性』ごま書房 1992年
- 『古典と仕事 聖書・源氏物語を読むことの意味』ごま書房 1992年
- 『晩年の日記』牧羊社 1993年
- 『私の「聖・俗・遊」』丸善出版サービスセンター 1994年
- 『晩年の風景』深夜叢書社 1995年
- 『昭和という時代 鈴木治雄対談集』中公文庫 1997年
- 『私の考え方』財界フォーラム 1997年
- 『実業家の文章』ごま書房 1998年
- 『ビジネスマンのための古典の読み方』ごま書房 1998年
- 『ルオー礼讚』岩波書店 1998年

### 共著編
- 『企業の社会的責任とは何か』共著 昌平社 1974年
- 『仕事の内そと』池田芳蔵、勝本信之助、山崎富治、宮道大五、松本秀夫共著（ごま書房新社）1981年
- 『知と情の経営学 経営と人間のバランスを求めて』佐藤正忠共著 経済界 1986年
- 『企業人の読書日記』伊藤淳二、諸井虔、平岩外四、橋口収、堤清二共著 図書出版社 1990年
- 『室内楽 詩画集』高橋睦郎詩 清春白樺美術館 1995年
- 『世界の名画100選 ラスコー洞窟画からサルバドール・ダリまで』長谷川智恵子共選・著 求龍堂 1997年
- 『現代「文明」の研究 普遍的価値の絆を求めて』編 朝日ソノラマ 1999年